# Lago General Carrera / Lago Buenos Aires
Lago Buenos Aires (i Argentina) eller Lago General Carrera (i Chile sedan 1959) eller Lago Chelenko (ursprungligt chilenskt namn = stormiga vatten) är en sjö som delas av Argentina och Chile. Den ligger i den södra delen av de båda länderna, 217 meter över havet. Arean är 1 850 km²; 880 km² i Argentina och 970 km² i Chile. 
Den sträcker sig 68 kilometer i nord-sydlig riktning, och 128,7 kilometer i öst-västlig riktning. Sjön är den största i Chile och den fjärde största i Argentina. Sjön härstammar från en glaciär och är omgiven av bergskedjan Anderna. Sjöns vatten rinner ut till Stilla havet i väster genom Río Baker.
Utmed sjöns västra strand passerar Chiles riksväg Carretera Austral.